# Can Fenosa
Can Fenosa és una obra de Martorelles (Vallès Oriental) inclosa a l'Inventari del Patrimoni Arquitectònic de Catalunya.

## Descripció
És una casa aïllada de planta rectangular. Consta de planta baixa, pis i golfes per damunt d ela coberta a dues vessants. Disposa de torreta mirador. De la façana, pintada, sobresurten només els guardapols de les finestres i de les portes, a aquesta últimes s'hi accedeix per mitjà d'una rampa.

## Història
Segons diuen els masovers, la façana era rematada per una cornisa i al mig d'un cercle hi deia "Restaurada 1929 [1922]". També els sembla recordar que a dins al campanar o torre mirador hi deia: "1835".